# Arbeitsblätter für ethische Forschung
Die Arbeitsblätter für ethische Forschung waren ein Periodikum, das vom Schweizerischen Arbeitskreis für Ethische Forschung herausgegeben wurde. Sie erschienen als „Arbeitsblätter“ der Akademie für Ethische Forschung von 1976 bis 1985, als „Arbeitsblätter für ethische Forschung“ von 1985 bis 1992, herausgegeben vom „Schweizerischen Arbeitskreis für ethische Forschung“ mit Sitz in Zürich, der 1985 von Helmut Holzhey gegründet worden war, und als „Arbeitsblätter“ des Schweizerischen Arbeitskreis für Ethische Forschung & Gesellschaft zur Förderung der Ethischen Forschung in den Jahren von 1992 bis 2000.